# Typy klimatów

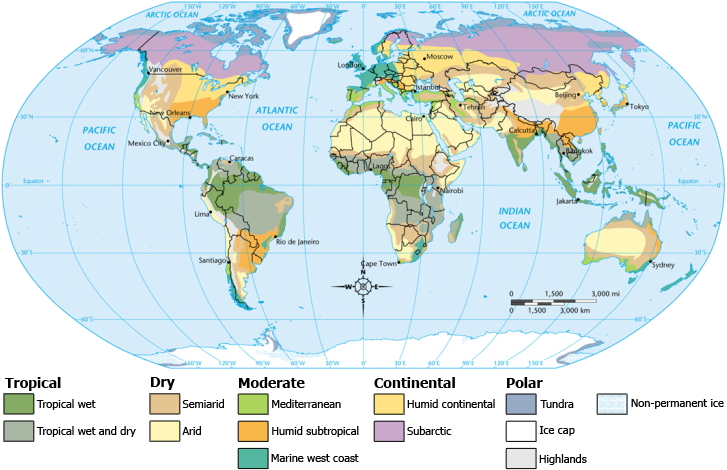
Typy klimatów w klasyfikacji Köppena

Typy klimatów – jednostki stosowane w klasyfikacji klimatu. Odznaczają się charakterystycznymi cechami przebiegu elementów klimatu odmiennymi od innych typów; ten sam typ klimatu może występować w różnych obszarach geograficznych, w przeciwieństwie do regionów klimatycznych. Pojęcie "Typ klimatu" zostało wprowadzone do klimatologii pod koniec XIX wieku przez Wladimira Köppena, niezależnie od stref klimatycznych.
Podstawowe typy klimatu wyróżnia się, biorąc pod uwagę wyniesienie terenu, odległość od oceanów i położenie w stosunku do nich, roczną zmienność temperatury i opadów.
Są to klimaty:
- górski – kształtujący się pod wpływem wysokości, z charakterystycznym piętrowym zróżnicowaniem temperatury i opadów
- morski – o niewielkich wahaniach temperatury, dużych opadach zwłaszcza w porze zimowej; występuje głównie w strefie umiarkowanej.
- kontynentalny – o dużych rocznych wahaniach temperatury i stosunkowo małych opadach z maksimum w lecie.
- śródziemnomorski – ciepły, z suchym latem i deszczową zimą; charakterystyczny dla strefy podzwrotnikowej[1].
- monsunowy – o regularnej zmienności sezonowej, z suchą zimą i deszczowym latem; występuje w strefie międzyzwrotnikowej, podzwrotnikowej i umiarkowanej.
- stepowy – o skąpych opadach niewystarczających do wegetacji drzew, ale dostatecznych dla wzrostu traw[1].
- pustynny – skrajnie suchy; występuje zarówno w strefie zwrotnikowej, jak i w głębi kontynentów strefy podzwrotnikowej i umiarkowanej[1].

W podziale Okołowicza zmodyfikowanym przez Danutę Martyn zostały wydzielone 34 typy klimatów. Spośród nich najczęściej spotyka się klimat wybitnie wilgotny lub wilgotny, suchy lub wybitnie suchy, pośredni między wilgotnym a suchym, wybitnie morski lub morski, przejściowy, kontynentalny, wybitnie i skrajnie kontynentalny. Wyróżniono także monsunową odmianę klimatu.
W klasyfikacji klimatów Köppena autor wydzielił 5 stref klimatycznych i 11 typów klimatu. Strefy klimatyczne to sucha, umiarkowanie ciepła, kontynentalna, polarna i monsunowa. W późniejszym okresie dodano jeszcze strefę wysokogórską.